# Centre de Llançament de Tonghae
El Centre de Llançament de Tonghae, també conegut com a Musudan-ri, és un port espacial de Corea del Nord.
Es troba a la part sud del comtat de Hwadae, Província del Nord de Hamgyong, prop de la punta nord de la Badia Est de Corea. La zona era coneguda anteriorment com a Taep'o-dong (대포동) durant el període en què Corea va ser ocupada per Japó, els coets Taepodong prenen el seu nom. La seva superfície és susceptible a inundacions estacionals. El lloc és a 45 km al nord-est de la ciutat port de Kimchaek i 45 km del poble de Kilju (길주읍). Hi ha un petit moll ubicat al poble pesquer de Tongha-dong però només suporta embarcacions inferiors a 40 metres de llargària.